# Dolerus liogaster
Dolerus liogaster är en stekelart som beskrevs av Thomson 1871. Dolerus liogaster ingår i släktet Dolerus, och familjen bladsteklar. Arten är reproducerande i Sverige.